# Kamerunische Fußballnationalmannschaft (U-20-Männer)
Die kamerunische U-20-Fußballnationalmannschaft ist eine Auswahlmannschaft kamerunischer Fußballspieler. Sie unterliegt der Fédération Camerounaise de Football und repräsentiert sie international auf U-20-Ebene, etwa in Freundschaftsspielen gegen die Auswahlmannschaften anderer nationaler Verbände oder bei U-20-Afrikameisterschaften und U-20-Weltmeisterschaften.
Das beste Ergebnis bei einer Weltmeisterschaft erreichte die Mannschaft 1995 in Katar, als sie erst im Viertelfinale gegen den späteren Weltmeister Argentinien ausschied.
Im selben Jahr hatte sie bereits die Afrikameisterschaft gewonnen.

## Teilnahme an U-20-Weltmeisterschaften
| 1977 | nicht qualifiziert |
| 1979 | nicht qualifiziert |
| 1981 | Vorrunde           |
| 1983 | nicht qualifiziert |
| 1985 | nicht qualifiziert |
| 1987 | nicht qualifiziert |
| 1989 | nicht qualifiziert |
| 1991 | nicht qualifiziert |
| 1993 | Vorrunde           |
| 1995 | Viertelfinale      |
| 1997 | nicht qualifiziert |
| 1999 | Achtelfinale       |
| 2001 | nicht qualifiziert |
| 2003 | nicht qualifiziert |
| 2005 | nicht qualifiziert |
| 2007 | nicht qualifiziert |
| 2009 | Vorrunde           |
| 2011 | Achtelfinale       |
| 2013 | nicht qualifiziert |
| 2015 | nicht qualifiziert |
| 2017 | nicht qualifiziert |
| 2019 | nicht qualifiziert |
| 2023 | nicht qualifiziert |

## Teilnahme an U-20-Afrikameisterschaften
| 1979 | Viertelfinale      |
| 1981 | 2. Platz           |
| 1983 | Viertelfinale      |
| 1985 | Viertelfinale      |
| 1987 | Achtelfinale       |
| 1989 | Achtelfinale       |
| 1991 | Vorrunde           |
| 1993 | 2. Platz           |
| 1995 | Sieger             |
| 1997 | nicht qualifiziert |
| 1999 | 3. Platz           |
| 2001 | Vorrunde           |
| 2003 | nicht qualifiziert |
| 2005 | nicht qualifiziert |
| 2007 | Vorrunde           |
| 2009 | 2. Platz           |
| 2011 | 2. Platz           |
| 2013 | nicht qualifiziert |
| 2015 | nicht qualifiziert |
| 2017 | Vorrunde           |
| 2019 | nicht qualifiziert |
| 2021 | Viertelfinale      |
| 2023 | nicht qualifiziert |